# Steffen Olsen
Steffen Olsen (ur. 30 stycznia 1983 r.) – duński strzelec, mistrz świata i srebrny medalista igrzysk europejskich.
W 2015 roku podczas igrzysk europejskich w Baku zdobył srebrny medal w karabinie pneumatycznym z 10 metrów w parze ze Stiną Nielsen. Trzy lata później na mistrzostwach świata w Changwonie został mistrzem świata w konkurencji karabinu dowolnego w pozycji leżącej na dystansie 50 metrów.